# Vaskeresztes
Vaskeresztes è un comune dell'Ungheria di 352 abitanti (dati 2001). È situato nella contea di Vas.